# Pontifício Conselho para a Promoção da Nova Evangelização
O Pontifício Conselho para a Promoção da Nova Evangelização (em latim Pontificium Consilium de Nova Evangelizatione Promovenda) foi um dicastério da Curia Romana.

## Perfil
A criação do Pontifício Conselho foi anunciada em 28 de junho de 2010 pelo Papa Bento XVI. A finalidade do Pontifício Conselho é "promover uma renovada evangelização nos países onde já ressoou o primeiro anúncio da fé e estão presentes Igrejas de antiga fundação, mas que estão a passar por uma progressiva secularização da sociedade e a viver uma espécie de "eclipse do sentido de Deus", que constituem um desafio a encontrar meios adequados para voltar a propor a verdade perene do Evangelho de Cristo.
No dia 30 de junho de 2010, o Papa nomeou como presidente do Pontifício Conselho, o Arcebispo Dom Salvatore Fisichella, que foi reitor da Pontifícia Universidade Lateranense e presidente da Pontifícia Academia  para a Vida.
Em 12 de outubro de 2010 é publicado Ubicumque et Semper, a Carta Apostólica sob a forma de Motu Proprio com o qual o Romano Pontífice, institui o dicastério e dá a conhecer a sua composição. Uma tarefa confiada ao Pontifício Conselho foi de "estudar e promover a utilização das modernas formas de comunicação, como ferramentas para a nova evangelização"..
Com a promulgação da Constituição apostólica Prædicate Evangelium, em seus artigos 53 e 54, foi juntada com a Congregação para a Evangelização dos Povos, formando o novo Dicastério para a Evangelização, sob a liderança imediata do Sumo Pontífice.

## Presidentes
|             | Nome                     | Período     | Notas                                                   |
| Presidentes | Presidentes              | Presidentes | Presidentes                                             |
| ----------- | ------------------------ | ----------- | ------------------------------------------------------- |
| 1º          | Dom Salvatore Fisichella | 2010-2022   | Nomeado pró-prefeito do Dicastério para a Evangelização |